# 红庙站
红庙站是一个位于中国北京市朝阳区呼家楼街道与八里庄街道交界金台路、朝阳路交叉口，属于北京地铁14号线和22号线（平谷线）的地铁车站，并预留换乘远期规划中的20号线。本站土建仅预留了14号线站台而无其他空间。
平谷线红庙站预计于2027年率先开通。

## 位置
该站位于东三环外，CBD东扩区，朝阳路（东西向）与金台路（南北向）交汇处，14号线车站呈南北走向布置，建设中的22号线（平谷线）车站和远期规划的20号线车站均为东西走向布置，其中平谷线车站位于朝阳路与金台路交叉口东侧，与14号线呈“T”字型换乘。

## 结构
红庙站14号线预留结构为单层侧式站台车站，但与一般侧式站台不同，上下行线路分在两个洞体中，类似于分离式车站。车站全长180米，两座站台各宽4.7米，覆土厚约10米。20号线和22号线落实施工时，车站结构将下穿14号线，同时建设外挂站厅，并增设联络月台通道，与现有站台相连。

### 楼层
| 側式 · 列車過站不停車 |  |                            |
|                       |  | █ 14号线往張郭莊（大望路） |
|                       |  | █ 14号线往善各莊（金台路） |
| 側式 · 列車過站不停車 |  |                            |

|               |  | █ 22号线往东大桥（金台夕照） |
| 島式 · 建設中 |  |                              |
|               |  | █ 22号线往平谷（慈雲寺橋）   |

## 历史
平谷线红庙站2021年11月2日进场施工。
2024年6月10日，因本站施工需要，朝阳区人民政府发布针对柴家湾1号楼（位于朝阳路与西大望路交叉口东南角）的征收决定。